# Naxos (wytwórnia muzyczna)
Naxos – wytwórnia płytowa specjalizująca się w muzyce klasycznej, wydająca nagrania w formie płyt CD i DVD oraz udostępniająca je w technice streamingu. Katalog wytwórni zawiera, oprócz muzyki klasycznej, także inne gatunki muzyczne, takie jak: jazz, new age, oraz wydawnictwa edukacyjne i książki mówione. Do wydawanych albumów dołączane są informacje w formie książeczki, zawierające pełny wykaz nagrań, biografie kompozytorów i artystów, przeglądy muzyczne z czasopism branżowych i opinie krytyków.

## Historia
Powstanie wytwórni Naxos związane jest z nazwiskiem niemieckiego przedsiębiorcy Klausa Heymanna, który już jako student zainteresował się muzyką poprzez kolekcjonowanie nagrań. W 1967 przeprowadził się do Hongkongu, gdzie zaczął organizować koncerty muzyki poważnej. Ponieważ dostęp do nagrań był trudny, postanowił we własnym zakresie importować płyty wytwórni takich, jak Supraphon, Hungaroton, Opus, Miełodija, czy Polskie Nagrania. Założył też Orkiestrę Filharmoniczną Hongkongu. Za sprawą tej orkiestry poznał swoją przyszłą żonę, japońską skrzypaczkę Takako Nishizaki. Z myślą o niej rozpoczął produkcję płyt poświęconych muzyce chińskiej: najpierw w wytwórni HK, założonej w roku 1978, a od roku 1982 w wytwórni Marco Polo. Kiedy koszty produkcji płyt zaczęły maleć, otworzył w roku 1987 wytwórnię Naxos, której nazwa wywodzi się od greckiej wyspy o tej nazwie. Powodem wyboru takiej właśnie nazwy były odniesienia do kultury i sztuki antycznej Grecji oraz fakt, iż na wyspie Naksos narodził się mit Ariadny, który zainspirował wielu kompozytorów, zwłaszcza Richarda Straussa – skomponowana przez niego opera Ariadna na Naksos wzmacniała muzyczne i artystyczne skojarzenia nazwy wytwórni Naxos.
Naxos zaczynał działalność jako tzw. „budget label” – wytwórnia sprzedająca płyty poniżej cen rynkowych. Według deklaracji samej wytwórni, innowacyjne strategie nagrywania i nowy repertuar sprawiły, iż wytwórnia dorobiła się jednego z największych i najszybciej rozwijających się katalogów repertuaru oryginalnego, powszechnie dostępnego, charakteryzującego się dźwiękiem bardzo dobrej jakości i przystępnymi cenami.
Zespół wytwórni Naxos posiada obecnie ważny wkład w światowy rynek muzyki poważnej. Wykorzystuje formy zarówno dystrybucji zwykłej, jak i cyfrowej, najbardziej niezależnych wytwórni na całym świecie, w Ameryce Północnej zaś – dystrybucji dwu większych wytwórni. Stał się dystrybutorem cyfrowym sześciu platform: Naxos Music Library, Naxos Spoken Word Library, Naxos Video Library, naxos.com, Naxos Radio i Classics Online. Publikuje także książki poświęcone edukacji muzycznej i rozwija swój dział edukacji muzycznej. Wydawnictwa Naxos obejmują kompletne lub na bieżąco uzupełniane cykle repertuaru podstawowego, jak np. dzieła wszystkie Chopina czy komplet kwartetów smyczkowych Haydna, a z drugiej strony nagrania twórców mniej znanych (np. Joachim Raff, William Henry Fry) i współczesnych (np. Krzysztof Penderecki).
Katalog Naxos zawierał we wrześniu 2012 r. ponad 7000 nagrań, sprzedanych w ilości ponad 115 milionów CD na całym świecie. Popularny serwis streamingowy, Naxos Music Library, oferuje ponad 1 milion utworów.